# Луговое (Ивановский район)
В Амурской области в Белогорском районе тоже есть село Луговое.
Лугово́е — село в Ивановском районе Амурской области России. Входит в состав Ивановского сельсовета.

## География
Село Луговое стоит на правом берегу реки Ивановка (левый приток Зеи).
Село Луговое расположено к северо-востоку от районного центра Ивановского района села Ивановка (на автодороге областного значения Ивановка — Екатеринославка (Поздеевка), расстояние — 12 км.
На север от села Луговое идёт дорога районного значения к селу Ракитное, на северо-восток (по трассе Ивановка — Екатеринославка (Поздеевка)) — к селу Константиноградовка.

## Население
| 2002 | 2010 | 2012 | 2013 | 2014 | 2015 | 2016 |
| ---- | ---- | ---- | ---- | ---- | ---- | ---- |
| 275  | ↘237 | →237 | ↗238 | ↘230 | ↘226 | ↗230 |
| 2017 | 2018 |      |      |      |      |      |
| ↘228 | ↗234 |      |      |      |      |      |

## Улицы
В селе имеются две улицы: Новая и Садовая.

## Экономика
Сельскохозяйственные предприятия Ивановского района.